# 阿里·卡菲
阿里·侯赛因·卡菲（阿拉伯语：‎，1928年10月7日—2013年4月16日），前阿尔及利亚最高國務委員會主席，前主席穆罕默德·布迪亚夫被暗杀四天后接任。
2013年4月16日，卡菲於瑞士日內瓦逝世。